# Civilization V: Brave New World
Sid Meier's Civilization V: Brave New World é a segunda e última expansão do jogo Sid Meier's Civilization V. Lançado em 9 de julho de 2013 nos EUA e 12 Julho de 2013 para o resto do mundo.
Adicionando vários outros conteúdos ao jogo como outras civilizações e religiões.

## Civilizações e líderes
| Civilização | Líder          |
| ----------- | -------------- |
| Assíria     | Assurbanípal   |
| Brasil      | Dom Pedro II   |
| Indonésia   | Gajah Mada     |
| Marrocos    | Amade Almançor |
| Polônia     | Casimiro III   |
| Portugal    | Maria I        |
| Shoshone    | Pocatello      |
| Veneza      | Enrico Dandolo |
| Zulus       | Shaka          |